# Myonotus intermedius
Myonotus intermedius är en sjöstjärneart som beskrevs av Fisher 1910. Myonotus intermedius ingår i släktet Myonotus och familjen nålsjöstjärnor. Inga underarter finns listade i Catalogue of Life.